# Abbas (mansnamn)
Abbas (arabiska: عباس) är ett arabiskt mansnamn, som betyder "lejon".

## Personer med namnet Abbas
- Abbas Attar, iransk fotograf
- Abbas ibn Abd al-Muttalib (565–653), Muhammeds farbror (härav abbasider)
- Abbas ibn Ali, son till Ali ibn Abi Talib
- Abbas Ibn Firnas (810–887), berbisk vetenskapsman
- Ali ibn Abbas al-Majusi (död 994), persisk vetenskapsman
- Abbas I av Persien, Abbas den store, safavidisk shah 1588–1629
- Abbas II av Persien, safavidisk shah 1642–1666
- Abbas III av Persien, safavidisk shah 1732–1736
- Abbas Mirza, persisk tronföljare 1789–1833
- Abbas I av Egypten (1813–1854), pascha av Egypten
- Abbas II av Egypten (1874–1944), Abbas Hilmi Pascha, den siste khediven av Egypten
- Abdul-Baha (1844–1921), även kallad Abbas Effendi, bahá'í-ledare från 1892.
- Ferhat Abbas, algerisk president
- Amir-Abbas Hoveyda, iransk premiärminister
- Mahmoud Abbas, palestinska myndighetens president
- Abbas Djoussouf, komorisk regeringschef
- Abbas El Fassi, marockansk premiärminister
- Abbas Kiarostami, iransk filmregissör